# Усть-Кулом (сельское поселение)
Усть-Кулом — административно-территориальная единица (административная территория село с подчинённой ему территорией) и муниципальное образование (сельское поселение с полным официальным наименованием муниципальное образование сельского поселения «Усть-Кулом») в составе муниципального района Усть-Куломского в Республике Коми Российской Федерации.
Административный центр — село Усть-Кулом.

## История
Статус и границы административной территории установлены Законом Республики Коми от 6 марта 2006 года № 13-РЗ «Об административно-территориальном устройстве Республики Коми».
Статус и границы сельского поселения установлены Законом Республики Коми от 5 марта 2005 года № 11-РЗ «О территориальной организации местного самоуправления в Республике Коми».
Законом Республики Коми от 28 апреля 2017 года № 39-РЗ были преобразованы, путём их объединения, сельские поселения и одноимённые административные территории Усть-Кулом и Носим в сельское поселение и административную территорию «Усть-Кулом».

## Население
| 2010  | 2011  | 2012  | 2013  | 2014  | 2015  | 2016  |
| ----- | ----- | ----- | ----- | ----- | ----- | ----- |
| 5147  | ↘5125 | ↗5148 | ↘5146 | ↘5077 | →5077 | ↘5064 |
| 2017  | 2018  | 2019  | 2020  | 2021  |       |       |
| ↘5062 | ↗5648 | ↘5617 | ↗5621 | ↘5612 |       |       |

## Состав
Состав административной территории и сельского поселения:
| № | Населённый пункт | Тип населённого пункта       | Население |
| - | ---------------- | ---------------------------- | --------- |
| 1 | Носим            | село                         | 262       |
| 2 | Парма            | деревня                      | 6         |
| 3 | Паспом           | посёлок                      | 346       |
| 4 | Усть-Кулом       | село, административный центр | ↘5077     |